# Негојешти (Горж)
Негојешти (рум. Negoiești) насеље је у Румунији у округу Горж у општини Пригорија. Oпштина се налази на надморској висини од 339 m.

## Становништво
Према подацима из 2002. године у насељу је живело 392 становника, од којих су сви румунске националности.